# Querella
La querella es la forma por la cual un particular ejerce la acción penal y se vuelve parte de un proceso penal. La denuncia, en cambio, solo pone en conocimiento de las autoridades la comisión de un delito, pero no hace al denunciante parte del proceso de investigación y juzgamiento. Se encuentra regulada en los códigos y leyes de procedimiento penal de cada país o, en el caso de las federaciones, de cada entidad subnacional.

## Sujetos de la denuncia y la querella
La denuncia, por lo general, es un deber, mientras que la querella es un derecho.
- La denuncia es una obligación que, por regla general, impone el Estado para obtener la cooperación ciudadana en la lucha contra el delito.

- La querella, en cambio, constituye, por regla general, un derecho: todos los ciudadanos, hayan sido o no ofendidos por el delito, pueden querellarse cuando se trate de un delito público, utilizando la acción popular; y también pueden querellarse los extranjeros por los delitos cometidos contra sus personas o bienes, o las personas o bienes de sus representados.

Respecto de los ciudadanos españoles, la Ley Orgánica del Poder judicial de España dispone que "podrán ejercer la acción popular, en los casos y formas establecidos en la Ley".
Por el contrario, en los delitos privados (perseguibles a instancia de parte), solo pueden querellarse las personas legitimadas, según los casos, para actuar en el proceso en calidad de acusador privado.

## Forma de la querella
Los requisitos formales de la querella son:
1. Se presentará siempre por medio del procurador con poder bastante y suscrita por Letrado.
2. Debe contener: 2 operaciones
  1. El juez o tribunal ante quien se presente;
  2. El nombre, apellidos y vecindad del querellante;
  3. El nombre, apellidos y vecindad del querellado. En caso de ignorarse estas circunstancias, se deberá hacer la designación del querellado por las señas que mejor puedan darle a conocer;
  4. La relación circunstanciada del hecho, con expresión del lugar, año, mes, día y hora en que se ejecutó, si se supieren;
  5. Las diligencias que deban practicarse para la comprobación del hecho;
  6. La petición de que se admita la querella, se practiquen las diligencias referidas, se proceda a la detención y prisión del presunto culpable o a exigirle la fianza de libertad provisional, y se acuerde el embargo de sus bienes en la cantidad necesaria, en los casos en que así proceda;
  7. La firma del querellante (o la de otra persona a su ruego, si no supiere o no pudiere firmar, cuando el procurador no tuviere poder especial para formular la querella) del abogado y del procurador.

## Requisitos de la admisibilidad
El querellante prestará fianza de la clase y cuantía que fije el órgano jurisdiccional, para responder de las resultas del proceso.
Pero están exentos de la obligación de prestar fianza:
1. El ofendido y sus herederos o representantes legales;
2. En los delitos de homicidio el viudo o viuda, los ascendientes y descendientes consanguíneos o afines, los colaterales consanguíneos o uterinos y afines hasta el segundo grado, los herederos de la víctima y los padres, madres e hijos no matrimoniales respecto de la madre en todo caso, y respecto del padre, cuando estuvieren reconocidos.

La exención de fianza no es aplicable a los extranjeros si no les correspondiese en virtud de tratados internacionales o por el principio de reciprocidad.
Por otra parte, cuando se trata de determinados delitos privados (perseguibles a instancia de parte), la admisibilidad de la querella viene determinada por ciertos requisitos previos o presupuestos, a saber:
- Si la querella tuviere por objeto un hecho que revista los caracteres de delito perseguible solamente a instancia de parte, habrá de acompañarse a la misma la certificación que acredite haberse celebrado o intentado el acto de conciliación entre querellante y querellado.
- En las querellas relativas a delitos de calumnia o injuria causadas en juicio, habrá de presentarse, además de la certificación referida, la licencia del Juez o Tribunal que hubiese conocido de aquel.

## Constitución en parte del sujeto de la querella
La querella es una declaración de voluntad, mediante la cual quien la fórmula no solo pone en conocimiento del Juez unos hechos posiblemente delictivos, sino que expresa la voluntad de ejercitar la acción penal, constituyéndose en parte en el correspondiente proceso.

## Efectos de la denuncia y de la querella
En la querella, el órgano jurisdiccional competente, después de admitirla si fuera procedente, mandará practicar las diligencias que en ella se propusieren, salvo las que considere contrarias a las leyes, innecesarias o perjudiciales para el objeto de la querella, las cuales denegará en resolución motivada.
Y desestimará en la misma forma la querella cuando los hechos en que se funda no constituyan delito o cuando no se considere competente para instruir el sumario objeto de la misma.
Por otra parte, no puede hablarse de desistimiento en la denuncia (puesto que, una vez presentada, el denunciante ni está obligado ni tiene facultades para realizar actividad procesal alguna, ya que no es parte);
En cambio, el querellante puede verse obligado a realizar actividades posteriores, cuya no realización equivale al desistimiento, el cual puede ser expreso o tácito, entendiéndose que es tácito para las querellas por delitos privados; en efecto:
- Si la querella fuese delito que no pueda ser perseguido sino a instancia de parte, se entenderá abandonada por el que la hubiese interpuesto cuando dejase de instar el procedimiento dentro de los 10 días siguientes a la notificación del auto en que el Juez o el Tribunal así lo hubiese acordado.
- Se tendrá también por abandonada la querella cuando, por muerte o por haberse incapacitado el querellante para continuar la acción, no compareciere ninguno de sus herederos o representantes legales a sostenerla dentro de los 30 días siguientes a la citación que al efecto se les hará, dándoles conocimiento de la querella.

## Quedan exentos de prestar fianza
1. El ofendido y sus herederos o representantes legales.
2. En los delitos de asesinato o de homicidio, el cónyuge del difunto o persona vinculada a él por una análoga relación de afectividad, los ascendientes y descendientes y sus parientes colaterales hasta el segundo grado inclusive, los herederos de la víctima y los padres, madres e hijos del delincuente.
3. Las asociaciones de víctimas y las personas jurídicas a las que la ley reconoce legitimación para defender los derechos de las víctimas siempre que el ejercicio de la acción penal hubiera sido expresamente autorizado por la propia víctima.

La exención de fianza no es aplicable a los extranjeros si no les correspondiere en virtud de tratados internacionales o por el principio de reciprocidad.

## Querella en Hispanoamérica

### Argentina
Se denomina querellante a la persona que además del Ministerio público fiscal, está autorizada por la ley a perseguir en un proceso penal.
En los delitos de acción pública (Art. 71, Código Penal de la Nación) , y también los que dependen de una instancia privada para su persecución (Art.72, Código Penal de la Nación) se denomina querellante a la persona de derecho público o privado, ofendido del hecho punible, o a la víctima del hecho punible, objeto del proceso penal.
En los delitos de acción de privada (Art. 73, Código Penal de la Nación) que son una excepción, quien puede querellar es quien exclusivamente puede someter a otro en un proceso penal. Por esta razón conduce como acusador el proceso hasta el dictado de la sentencia.

#### Querellante en los delitos de acción pública
En los delitos de acción pública el querellante se desempeña de manera conjunta con la fiscalía, quien es el acusador nato del proceso penal . No posee facultades coercitivas ni ejecutivas (como por ejemplo allanar un domicilio). El uso de la fuerza pública concierne sólo a la fiscalía y sus auxiliares (como la policía o las fuerzas de seguridad). Tampoco le alcanzan al querellante ciertos deberes o facultades de la fiscalía o de la policía, como lo son las obligaciones de obrar con objetividad y lealtad en el proceso o en el deber respectivamente (Art. 71 y Art. 274, Código Procesal Penal de la Nación); así como también la facultad de recurrir en favor del imputado en los caso que corresponda.
El querellante posee el derecho de conocer los protocolos o actas de la instrucción, mientras no haya sido ordenada una reserva. Por ser considerado como parte del proceso, puede asistir a los actos de la instrucción de la misma manera que la defensa del imputado y del fiscal. Pero no puede asistir a la declaración de indagatoria.
En el derecho procesal argentino la querella puede acusar de manera autónoma, sin depender de la acción que decida el Ministerio Público fiscal al finalizar la instrucción. En la etapa de debate oral el principio es la igualdad para todos los intervinientes del proceso, aunque sin embargo la incomparecencia del querellante o su representante no provoca la suspensión del mismo.
Tiene este derecho de constituirse en querella en el proceso toda persona con capacidad civil que fuera ofendida por un delito de acción pública. Puede impulsarlo, ofrecer prueba y recurrir las resoluciones conforme a lo establecido en el Código Procesal Penal de la Nación. En los casos que se tratare de un incapaz, lo hará a través de su representante legal. Si resultare la muerte o la desaparición de la persona podrá ejercer este derecho su cónyuge, conviviente, los padres, los hijos y los hermanos; si se trata de un menor su padres o guardadores; y en el caso de un incapaz, su representante legal.
En cuanto a los intereses colectivos, las asociaciones y fundaciones también podrán constituirse en querella en los procesos de crímenes de lesa humanidad o graves violaciones a los Derechos humanos, siempre y cuando estén debidamente conformadas y el objeto de su estatuto se vincule con los derechos lesionados.
Quien quiera constituirse como querella en un proceso penal deberá hacerlo antes de la clausura de la etapa de instrucción, el pedido será resuelto en el plazo de 3 días y esa resolución puede ser apelada.
La pretensión debe formularse por escrito, en forma personal o por mandatario especial (acompañando el poder correspondiente) y con asistencia letrada. Además se deben agregar la identificación y domicilio del requirente, acreditar la representación o el mandato;la acreditación de personería y en el caso de asociaciones o fundaciones acompañar sus instrumentos de constitución. La descripción del hecho punible que denuncia y si los puede identificar a los partícipes del hecho. Y la petición de ser tenido como querellante y la firma.
Si hubiese varios con derecho a querellar y sus intereses fueran idénticos, deberán actuar bajo una misma representación y si no estuvieran de acuerdo se dispondrá de oficio. Esta disposición no aplica cuando sea entre particulares y asociaciones y/o fundaciones, salvo que así lo soliciten.
El querellante en cuanto a su responsabilidad quedará sometido a la jurisdicción del Tribunal.
En el sistema jurídico argentino, el querellante solo pierde el derecho a participar del proceso cuando renuncia de forma expresa o por abandono, por su muerte, y por la sentencia firme que concluye con dicho proceso. Esto último es porque no está habilitado de participar en el proceso de ejecución penal.

#### Evolución jurisprudencial
En el fallo judicial "Tarifeño" del año 1989, la Corte entiende que la garantía consagrada en el artículo 18 de la Constitución Nacional exige la formas del debido proceso penal, que debe contener cuatro elementos: acusación, defensa, prueba y sentencia dictada por los jueces naturales. En este caso, el fiscal había solicitado la absolución del acusado durante el debate y pese a ello el Tribunal lo condenó. La Corte a raíz de lo expuesto dijo que al faltar la acusación del fiscal, no se habían respetado la forma del debido proceso y que la sentencia debía declararse nula.
En el fallo judicial "Santillán" del año 1998, la Cámara Nacional de Casación Penal confirmó la sentencia del Tribunal Oral que había absuelto a Francisico Santillán del delito por cual había sido oportunamente elevado a juicio por la parte querellante y por el fiscal. En el momento de los alegatos el fiscal solicitó la absolución y la querella solicitó que se le condene por el delito. El Tribunal entendiendo que el ejercicio de la acción pública lo tiene el fiscal y como este postulaba la absolución, el pedido de condena por parte de la querella no era suficiente para que el Tribunal tenga el pronunciamiento de una condena. Fue por este motivo, la falta de acusación del fiscal que absolvió al acusado, porque no cumplía con la forma sustancial del juicio como en el precedente "Tarifeño". La Querella interpone recurso extraordinario, porque sostiene que este caso es cuestión es diferente al mencionado, porque la parte querellante estaba legalmente constituida y el Tribunal de la instancia inferior no dio respuesta a su pretensión. Estimó la parte querellante que se basaba esta pretensión en los derechos a la igualdad y al debido proceso (Art. 16 y 18, Constitución Nacional). La Corte decide resolver el planteo, porque se pone en tela de juicio el alcance de las garantías mencionadas, especialmente los efectos del Art. 18. Se reitera la exigencia de que para asegurar el debido proceso se debe respetar las formas sustanciales del juicio: acusación, defensa, prueba y sentencia; que la ley le reconoce personería para actuar en juicio al Querellante en defensa de sus derechos y que está amparado por esta garantía del debido proceso legal y que asegura el derecho de obtener una sentencia fundada en un juicio previo.
Basado en el derecho a la jurisdicción implícito (Art. 18, Constitución Nacional), que es coincidente con el que reconocen los arts. 8 Convención Americana sobre Derechos Humanos el art. 14.1 del Pacto Internacional de Derechos Civiles y Políticos; sostuvo la Corte que el Tribunal inferior debió interpretar las normas del Código Procesal Penal de la Nación de modo que armonizacen con todo el ordenamiento jurídico y con los principios y garantías de la Constitución Nacional. Finalmente concluye que la norma procesal ofrece diferentes interpretaciones, y que no se debió elegir aquella que menoscaba los derechos del querellante: a quién se le reconoce el derecho de formular una acusación y obtener un pronunciamiento en respuesta a su requerimiento.
En el fallo "Del´Oleo", el Tribunal Oral resuelve condenar a Juan Carlos Del´Oleo a pesar de que el fiscal había solicitado su absolución. Se basó en los alegatos de la Querella y su pedido de condena. La defensa interpuso recurso de casación que fue desestimado, entonces acudió en queja que tampoco prosperó. Finalmente se dedujo la apelación extraordinaria federal, la cual se declaró inadmisible y derivó en presentación directa. Se agravió la parte al entender que se violó la garantía de defensa en juicio y debido proceso dado que se dictó sin haber acusación del fiscal. Como la querella no respondió la vista (art. 346 Código Procesal Penal de la Nación) y el Juez de instrucción le dio por decaído el derecho, aunque no le imposibilitó que participe del proceso si debió privarla de alegar al concluir el debate por tratarse de un acto que integra un reproche. La Corte vuelve a reiterar que la acusación es sustancial para el debido proceso penal. Si el querellante no concreto su pretensión en el momento que debió hacerlo, no podrá formular una incriminación. En consecuencia deja si efecto la sentencia por no haber respetado la forma sustancial del debido proceso.
En el fallo "Storchi" del año 2004; en el proceso se investiga la posible comisión de un delito culposo, la querella solicitó la elevación a juicio de los cinco imputados y el fiscal solo lo hizo respecto de dos. El juez de instrucción al no compartir el criterio del fiscal, sobre el pedido de sobreseimiento de los otros tres imputados elevó consulta a la Cámara (art. 348 parr. 2° del Código Procesal Penal de la Nación). La Cámara resuelve apartar el fiscal de primera instancia y envía un sumario al Fiscal general, para que este designara otro fiscal. El fiscal general solicita la nulidad de la elevación en consulta, su motivos se fundan en la autonomía del Ministerio Público fiscal reconocida en nuestra en el art. 120 de la Constitución Nacional y que se debe declarar la inconstitucionalidad del artículo. 348 parr. 2° CPPN. En primer término la Cámara resuelve frente al planteo de nulidad de fiscal general hacer lugar, porque entiende que ese mecanismo de elevar a consulta resulta contraria a la independencia de Ministerio Público fiscal. En segundo término, tomando como precedente el fallo "Santillán" en donde se le reconoció a la querella la autonomía necesaria para impulsar el proceso hasta la sentencia, entiende que la querella puede pedir la elevación a juicio a pesar de que el fiscal no lo haya hecho; y sin que esto signifique ir en contra de vulnerar la independencia del mismo.

#### Ley de Víctimas
La ley 27.372 de Derechos y Garantías de las Personas Víctimas de Delitos sancionada el 21 de junio de 2017, impulsada por el Frente Renovador. En busca de la ampliación de los derechos de las víctimas y de sus familiares. Se considera víctima a la persona ofendida por un delito, y siendo el resultado muerte de la persona ofendida por el delito al cónyuge, conviviente, padres, hijos, hermanos, tutores o guardadores, o si el ofendido sufre una afectación física o psíquica y no puede ejercer sus derechos.
Las autoridades deben actuar conforme a tres principios establecidos:
- La rápida intervención: con respecto a las medidas de ayuda, atención, asistencia y protección de la situación de la víctima.

- Enfoque diferencial: con respecto a las medidas de ayuda, atención, asistencia y protección de la situación de la víctima serán adoptadas teniendo en cuenta su vulnerabilidad. (en razón de su edad, género, orientación sexual, etnia, condición de discapacidad u otras análogas).

- No revictimización: Es decir que no será tratada como si fuera responsable del hecho sufrido y las molestias que se le ocasionen serán las estrictamente necesarias.

La víctima tiene derecho: a recibir patrocinio jurídico gratuito, y en su caso a querellar; a que se le tome de inmediato la denuncia y que sea informada de sus derechos; a recibir un trato digno y respetuoso; a que se respete su intimidad mientras no obstruya la investigación; a ser asistida para su recuperación; a requerir medidas de protección para sí, para sus familiares y testigos; a intervenir como querellante o actor civil en el proceso penal amparada por la garantía del debido proceso; a ser informada del estado del proceso y la situación del imputado; a aportar información y pruebas; a ser notificada de las resoluciones que puedan afectar su derecho a ser oída; entre otras. Si bien realiza realiza una enumeración detallada de los derechos que le concierne, esta no es taxativa.
Se presumirá una situación de vulnerabilidad especial en los siguientes casos: si fuera menor de edad o mayor de setenta años, o se tratare de una persona con discapacidad; si existiere una relación de dependencia económica, afectiva, laboral o de subordinación entre ella y el supuesto autor del delito.
Se destaca la creación del Defensor Público de la Víctima y el Centro Nacional de Asistencia a la víctima.